# Tôn Lệ
Tôn Lệ (tiếng Trung: 孙俪, sinh ngày 26 tháng 9 năm 1982) là một nữ diễn viên kiêm ca sĩ người Trung Quốc. Năm 2018, cô trở thành nữ diễn viên Trung Quốc trẻ tuổi nhất giành được ba giải thưởng truyền hình lớn nhất tại Trung Quốc, bao gồm giải Phi thiên, giải Bạch Ngọc Lan và giải Kim Ưng.

## Sự nghiệp
Năm 11 tuổi cô có cơ hội tham gia lưu diễn tại Anh, Mỹ, Nhật Bản, nhờ tài năng vũ đạo của mình đã giúp Tôn Lệ lọt vào mắt xanh của đạo diễn phim Tân dòng sông ly biệt với một vai diễn nhỏ trong đội múa của Lục Y Bình. Sau đó cô học tại đoàn Đoàn văn công Cảnh bị Thượng Hải. Năm 1998, cô đạt giải 3 trong hội diễn văn nghệ toàn quân Trung Quốc cùng danh hiệu "Quân nhân ưu tú". Đến năm 2000, Tôn Lệ vào học trường nghệ thuật Ngân Đô Thượng Hải. Tại đây cô đạt giải nhì cuộc thi múa toàn quốc giải Kim Tinh.
Năm 2001 tại Singapore, cô tham gia chương trình tìm kiếm tài năng Star Search của hãng truyền thông MediaCorp. Cô đạt thành tích cao, nhận được sự ưu ái và đánh giá cao của giám khảo Lưu Đức Hoa, sau đó cô trở thành diễn viên hàng đầu của công ty Hairun Media. Năm 2003, biên kịch Lữ Hải Nham (侣海岩) tuyển chọn cô cho vai chính trong bộ phim truyền hình dài tập Ngọc Quan Âm của ông.
Năm 2005, Tôn Lệ lần đầu đóng chung với Đặng Siêu trong bộ phim truyền hình Hạnh phúc như hoa. Năm 2006, cô phát hành album ca nhạc đầu tay Tình như không khí. Khoảng thời gian sau đó cô dành giải Diễn viên mới Xuất sắc trong Giải Bách Hoa lần 28 cho vai diễn trong bộ phim điện ảnh Hoắc Nguyên Giáp và Bến Thượng Hải.
Năm 2008, Tôn Lệ tham gia phim điện ảnh Họa Bì giành được đề cử Nữ diễn viên phụ xuất sắc tại Giải Kim Kê và Kim Tượng, cùng năm này cô đóng vai chính trong phim truyền hình dài tập Ngọt Ngào cùng với Đặng Siêu, bộ phim lọt top 10 phim hay nhất năm. Đồng thời cô phát hành Album nhạc thứ hai "Giấc mơ nhỏ". Năm 2009, Tôn Lệ tham gia bộ phim Iron Road dành hai giải Diễn viên nữ xuất sắc tại giải thưởng Roma FictionFest lần thứ 2 và giải thưởng Gemini lần 25.
Năm 2012, nhờ vai chính trong phim truyền hình Chân Hoàn Truyện Tôn Lệ được đề cử Nữ diễn viên xuất sắc tại giải thưởng Emmy Award quốc tế. Cùng năm cô tham gia phần hai của Họa Bì và bộ phim Quan Vân Trường của Chung Tử Đan. Năm 2013, cô dành giải Nữ diễn viên chính xuất sắc tại Giải Bạch Ngọc Lan lần thứ 20 và nữ diễn viên được khán giả yêu thích nhất tại Giải Kim Ưng cho vai diễn chính trong bộ phim truyền hình đô thị Lạt mụ chính truyện. Năm 2015, với vai diễn Mị Nguyệt trong Mị Nguyệt truyện cô đạt giải Nữ diễn viên chính xuất sắc tại Giải Bạch Ngọc Lan lần thứ 22. Cùng năm cô tham gia vào bộ phim hài Thiên sứ xấu xa cùng Đặng Siêu.
Năm 2017, tại Giải Phi Thiên, cô đạt giải Nữ diễn viên xuất sắc với vai diễn Châu Doanh trong phim truyền hình dài tập Năm ấy hoa nở trăng vừa tròn. Với vai diễn này đã giúp Tôn Lệ trở thành nữ diễn viên Trung Quốc trẻ tuổi nhất hoàn thành ba giải thưởng truyền hình lớn nhất tại Trung Quốc.
Năm 2018, cô cùng Đặng Siêu tham gia bộ phim điện ảnh Vô ảnh do Trương Nghệ Mưu đạo diễn, giành được đề cử Nữ diễn viên chính xuất sắc tại giải Kim Mã. Đến năm 2020, cô đóng vai chính trong bộ phim truyền hình dài tập An Gia và giành được đề cử Nữ diễn viên chính xuất sắc nhất tại Giải Bạch Ngọc Lan lần thứ 26.

## Đời tư
Tôn Lệ sinh ngày 26 tháng 9 năm 1982 tại Thượng Hải, Trung Quốc, trong một gia đình không có truyền thống làm nghệ thuật. Năm 12 tuổi, bố bỏ mẹ con cô để lấy người phụ nữ khác, cuộc sống thiếu vắng người đàn ông trụ cột khiến 2 mẹ con gặp nhiều vất vả, thường xuyên dời chỗ ở vì không đủ tiền thuê nhà. Được phát hiện tài năng nhảy múa từ nhỏ, Tôn Lệ cho đi học tại lớp năng khiếu nghệ thuật và được đi biểu diễn cả trong và ngoài nước. Cô có một em gái cùng cha khác mẹ là diễn viên Tôn Diễm, kém cô 19 tuổi.
Năm 2010 Tôn Lệ và Đặng Siêu đăng ký kết hôn, đến năm 2011 chính thức tổ chức lễ cưới. Hiện cô và Đặng Siêu có 2 người con, một con trai và một con gái  

## Tác phẩm

### Phim truyền hình
| Năm       | Tựa tiếng Việt                        | Tựa đề gốc     | Vai diễn                                 | Ghi chú                                                      |
| --------- | ------------------------------------- | -------------- | ---------------------------------------- | ------------------------------------------------------------ |
| 2001      | Tân Dòng sông ly biệt                 | 情深深雨蒙蒙   | Vũ công                                  | Vai quần chúng                                               |
| 2003      | Ngọc Quan Âm                          | 玉观音         | An Tâm                                   | Vai chính đầu tiên, đóng cùng Hà Nhuận Đông                  |
| 2003      | Đôi giày thêu hoa                     | 一双绣花鞋     | Lâm Oanh                                 |                                                              |
| 2004      | Dưới ánh Mặt Trời                     | 一米阳光       | Y Xuyên Hạ/ Y Ái Nguyên                  |                                                              |
| 2004      | Hồng Phấn Thế Gia                     | 红粉世家       | Đào Chi                                  |                                                              |
| 2004      | Huyết sắc lãng mạn                    | 血色浪漫       | Châu Hiểu Bạch                           |                                                              |
| 2005      | Phong Vũ Tây Quan                     | 风雨西关       | Tạ Thiên Tuệ                             |                                                              |
| 2005      | Thiên Hà Cục                          | 天和局         | Trúc Vãn Thu                             |                                                              |
| 2005      | Hạnh phúc tựa hoa                     | 幸福像花儿一样 | Đỗ Quyên                                 |                                                              |
| 2005      | Ngọc Bích Trong Ánh Bình Minh         | 屋顶上的绿宝石 | Mạc Gia Kỳ                               |                                                              |
| 2005      | Lượng Kiếm                            | 亮剑           |                                          |                                                              |
| 2007      | Bến Thượng Hải                        | 上海滩         | Phùng Trình Trình                        |                                                              |
| 2007      | Nhất thế tình duyên                   | 一世情缘       | Kỷ Văn                                   |                                                              |
| 2008      | Mật Ngọt                              | 甜蜜蜜         | Diệp Thanh                               |                                                              |
| 2009      | Tiểu Di Đa Hạc                        | 小姨多鹤       | Trúc Nội Đa Hạc                          |                                                              |
| 2011      | Chân Hoàn truyện                      | 甄嬛传         | Chân Hoàn                                | Vai chính                                                    |
| 2012      | Kẻ Thất Bại (Diors Man)               | 屌丝男士       |                                          | Khách mời (phim chiếu mạng)                                  |
| 2013      | Lạt mụ chính truyện                   | 辣妈正传       | Hạ Băng                                  |                                                              |
| 2015      | Mị Nguyệt truyện                      | 芈月传         | Mị Nguyệt                                | Vai chính                                                    |
| 2017      | Năm ấy hoa nở trăng vừa tròn          | 那年花开月正圆 | Châu Doanh                               |                                                              |
| 2020      | An Gia                                | 安家           | Phòng Tự Cẩm                             |                                                              |
| 2020      | Bên Nhau                              | 在一起         | sếp Phương                               | Phim về Đại dịch Covid-19                                    |
| 2021      | Công Huân (Huân chương nước Cộng Hòa) | 功勋           | Ngụy Tố Bình (phu nhân của Tôn Gia Đống) | Cùng Đồng Đại Vĩ, trong phần phim nhà khoa học Tôn Gia Đống. |
| 2021      | Thành phố lý tưởng                    | 理想之城       | Tô Tiểu                                  |                                                              |
| Đang quay | Ô Vân Chi Thượng                      | 乌云之上       | Triều Thanh                              |                                                              |

### Phim điện ảnh
| Năm  | Tựa đề                              | Tựa gốc            | Vai diễn                | Ghi chú   |
| ---- | ----------------------------------- | ------------------ | ----------------------- | --------- |
| 2006 | Hoắc Nguyên Giáp                    | 霍元甲             | Nguyệt Từ               |           |
| 2008 | Họa Bì                              | 画皮               | Pháp sư                 | Vai phụ   |
| 2009 | Thiết Lộ                            | 铁路 / Iron Road   | Tiểu Hổ                 |           |
| 2009 | Cơ Khí hiệp                         | 机器侠             | Chu Tổ Mai              |           |
| 2010 | Việt Quang bảo hạp                  | 越光宝盒           | Mai Khôi tiên tử / Rose |           |
| 2011 | Quan Vân Trường                     | 关云长             | Ỷ Lan                   | Vai phụ   |
| 2011 | Họa Bich                            | 画壁               | Thược Dược              |           |
| 2014 | Thiên tiên cơ duyên                 | 天仙奇缘           |                         |           |
| 2014 | Cao thủ chia tay                    | 分手大师           |                         | Khách mời |
| 2015 | Thiên sứ xấu xa                     |                    |                         |           |
| 2018 | Ảnh                                 | 影                 | Tiểu Ngải               |           |
| 2020 | Tôi và quê hương tôi                | 我和我的家乡       | chị Không               | Khách mời |
| 2023 | Bóng Bàn Trung Quốc: Cuộc Phản Công | 中国乒乓之绝地反击 | Vương Doanh             |           |

## Danh sách đĩa nhạc

### Album phòng thu
| Năm  | Tựa tiếng Anh        | Tựa tiếng Trung Quốc | Ngôn ngữ        | Ghi chú |
| ---- | -------------------- | -------------------- | --------------- | ------- |
| 2006 | Love is like the Air | 爱如空气             | Tiếng phổ thông |         |
| 2008 | A Little Dream       | 小小的梦想           | Tiếng phổ thông |         |
| 2010 | Beautiful Signal     | 美俪暗号             | Tiếng phổ thông |         |

### Nhạc phim
| Năm  | Ca khúc                                   | Bộ phim                       | Song ca với     |
| ---- | ----------------------------------------- | ----------------------------- | --------------- |
| 2003 | Happier Than Me (比我幸福)                | Ngọc Quan Âm (TV)             |                 |
| 2007 | Cho dù không có ngày mai (就算没有明天)   | Bến Thượng Hải                | Huỳnh Hiểu Minh |
| 2008 | Ánh Trăng soi tỏ lòng em (月亮代表我的心) | Ngọt Ngào                     | Đặng Siêu       |
| 2009 | Memory (记忆)                             | Cơ Khí hiệp                   | Phương Lực Thân |
| 2011 | Họa Bích (画壁)                           | Họa Bích                      | Đặng Siêu       |
| 2013 | A Stable Happiness (稳稳的幸福)           | Lạt mụ chính truyện           | Trương Dịch     |
| 2007 | Can't Forget (忘不掉)                     | Năm ấy Hoa nở, Trăng vừa tròn |                 |

## Giải thưởng và đề cử
| Năm  | Giải thưởng                                         | Hạng mục                                  | Phim đề cử                    | Kết quả   | Nguồn  |
| ---- | --------------------------------------------------- | ----------------------------------------- | ----------------------------- | --------- | ------ |
| 2004 | Giải Phi Thiên lần thứ 24                           | Nữ diễn viên xuất sắc                     | Ngọc Quan Âm                  | Đề cử     |        |
| 2004 | Giải Kim Ưng lần thứ 22                             | Nữ diễn viên được khán giả yêu thích nhất | Ngọc Quan Âm                  | Đoạt giải |        |
| 2006 | Giải Bách Hoa lần thứ 28                            | Diễn viên mới xuất sắc nhất               | Hoắc Nguyên Giáp              | Đoạt giải |        |
| 2007 | Giải Kim Tượng lần thứ 26                           | Diễn viên mới xuất sắc nhất               | Hoắc Nguyên Giáp              | Đề cử     |        |
| 2007 | Giải Bạch Ngọc Lan lần thứ 13                       | Nữ diễn viên chính xuất sắc nhất          | Tân bến Thượng Hải            | Đề cử     |        |
| 2007 | Giải Phi Thiên lần thứ 26                           | Nữ diễn viên chính xuất sắc nhất          | Tân bến Thượng Hải            | Đề cử     |        |
| 2008 | Giải Kim Ưng lần thứ 24                             | Nữ diễn viên được khán giả yêu thích nhất | Nhất thế tình duyên           | Đề cử     |        |
| 2009 | Giải Phi Thiên lần thứ 27                           | Những đóng góp xuất sắc                   |                               | Đoạt giải |        |
| 2009 | Giải Kim Tượng lần thứ 28                           | Nữ diễn viên phụ xuất sắc nhất            | Họa bì                        | Đề cử     |        |
| 2009 | Giải Kim Kê lần thứ 27                              | Nữ diễn viên phụ xuất sắc nhất            | Họa bì                        | Đề cử     |        |
| 2010 | Giải Bách Hoa lần thứ 30                            | Nữ diễn viên phụ xuất sắc nhất            | Họa bì                        | Đề cử     |        |
| 2010 | Giải Gemini lần thứ 25                              | Nữ diễn viên chính xuất sắc nhất          | Iron Road                     | Đoạt giải |        |
| 2011 | Liên hoan phim quốc tế Ma Cao lần thứ 3             | Nữ diễn viên chính xuất sắc nhất          | Quan Vân Trường               | Đề cử     |        |
| 2012 | Giải Bạch Ngọc Lan lần thứ 18                       | Nữ diễn viên chính xuất sắc nhất          | Chân Hoàn truyện              | Đề cử     |        |
| 2012 | Liên hoan phim truyền hình quốc tế Ma Cao lần thứ 3 | Nữ diễn viên chính xuất sắc nhất          | Chân Hoàn truyện              | Đoạt giải | [ 18 ] |
| 2013 | Giải Emmy quốc tế lần thứ 41                        | Nữ diễn viên chính xuất sắc nhất          | Chân Hoàn truyện              | Đề cử     |        |
| 2014 | Giải Bạch Ngọc Lan lần thứ 20                       | Nữ diễn viên chính xuất sắc nhất          | Lạt mụ chính truyện           | Đoạt giải |        |
| 2014 | Giải Hoa Đỉnh lần thứ 13                            | Nữ diễn viên chính xuất sắc nhất          | Lạt mụ chính truyện           | Đề cử     |        |
| 2014 | Giải Kim Ưng lần thứ 27                             | Nữ diễn viên được khán giả yêu thích nhất | Lạt mụ chính truyện           | Đoạt giải |        |
| 2016 | Giải Bạch Ngọc Lan lần thứ 22                       | Nữ diễn viên chính xuất sắc nhất          | Mị Nguyệt truyện              | Đoạt giải |        |
| 2018 | Giải Phi Thiên lần thứ 31                           | Nữ diễn viên chính xuất sắc nhất          | Năm ấy hoa nở trăng vừa tròn. | Đoạt giải |        |
| 2018 | Giải Bạch Ngọc Lan lần thứ 24                       | Nữ diễn viên chính xuất sắc nhất          | Năm ấy hoa nở trăng vừa tròn. | Đề cử     | [ 19 ] |
| 2018 | Giải Kim Ưng lần thứ 29                             | Nữ diễn viên chính xuất sắc nhất          | Năm ấy hoa nở trăng vừa tròn. | Đề cử     | [ 20 ] |
| 2018 | Giải Kim Mã lần thứ 55                              | Nữ diễn viên chính xuất sắc nhất          | Vô Ảnh                        | Đề cử     | [ 21 ] |
| 2020 | Giải Bạch Ngọc Lan lần thứ 26                       | Nữ diễn viên chính xuất sắc nhất          | An Gia                        | Đề cử     | [ 22 ] |
| 2020 | Giải Kim Ưng lần thứ 30                             | Nữ diễn viên chính xuất sắc nhất          | An Gia                        | Đề cử     | [ 23 ] |
| 2020 | Giải Kim Ưng lần thứ 30                             | Nữ diễn viên được khán giả yêu thích nhất | An Gia                        | Đề cử     | [ 23 ] |
| 2020 | Giải Kim Ưng lần thứ 30                             | Nữ diễn viên chính xuất sắc nhất          | An Gia                        | Đề cử     |        |

### Forbes China Celebrity 100
| Năm  | Hạng | Ref.   |
| ---- | ---- | ------ |
| 2013 | 22   | [ 24 ] |
| 2014 | 30   | [ 25 ] |
| 2015 | 6    | [ 26 ] |
| 2017 | 13   | [ 27 ] |
| 2019 | 22   | [ 28 ] |
| 2020 | 25   | [ 29 ] |